# 小叶椴
小叶椴（Tilia cordata）分布在中国北方等地，也是一种在欧洲非常普遍的树。
种名cordata意为心形的。
小叶椴树高可达20到35米，干粗可达直径1到1.5米，树叶圆状或三角-椭圆状，4到8厘米长和宽，一般无毛（阔叶椴相反一般叶上有毛），只有在叶脉中轴上有少许棕色的毛。初夏开花，花小，黄绿色，有很浓的气味，易招引蜂。
小叶椴和闊葉椴的雜交品種是西洋椴。

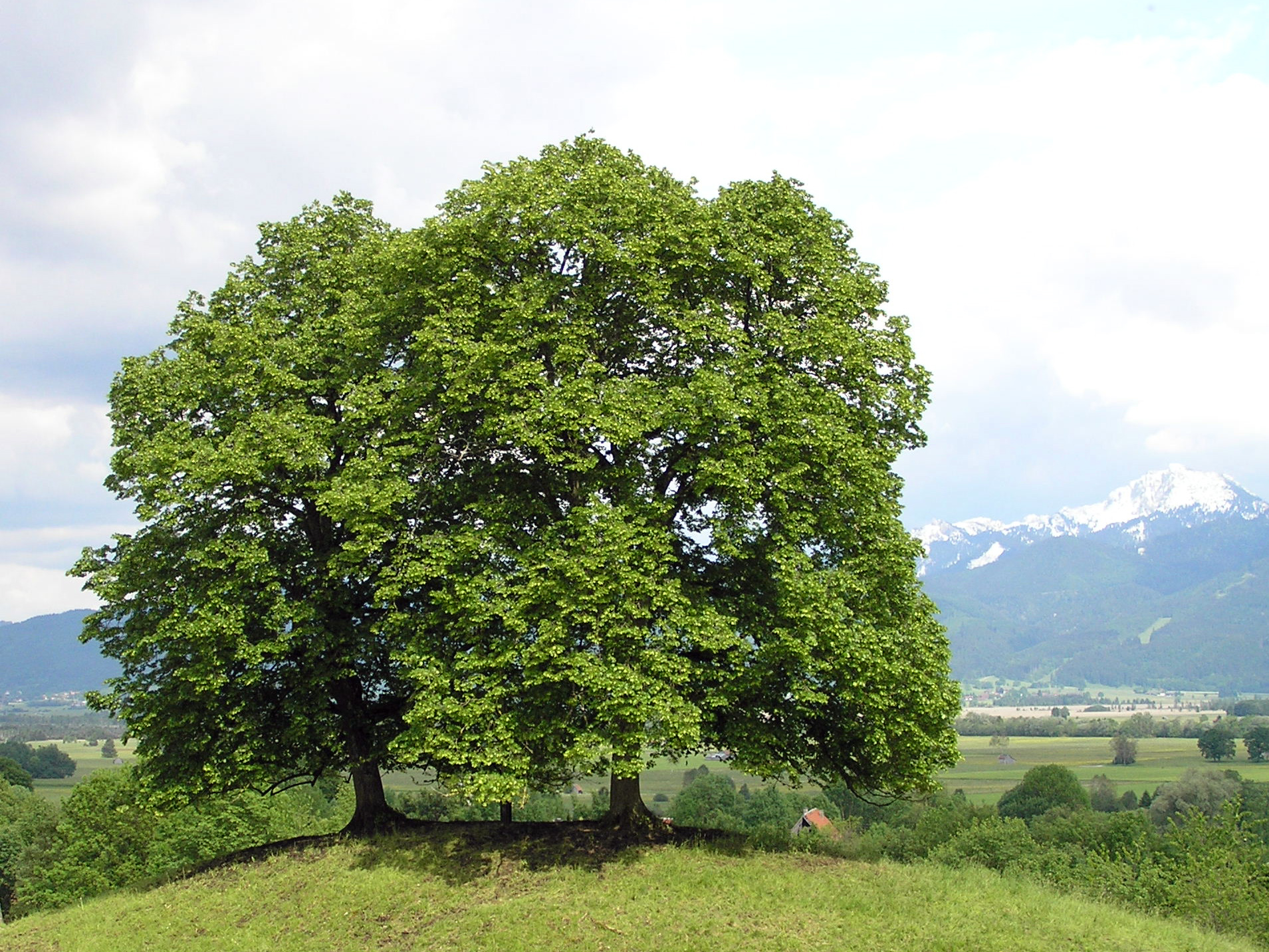
植株
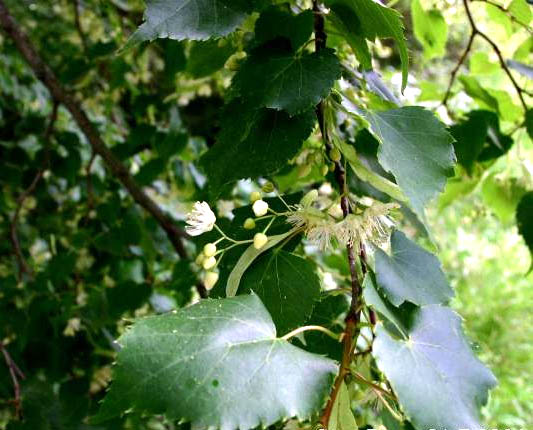
小叶椴的叶和花
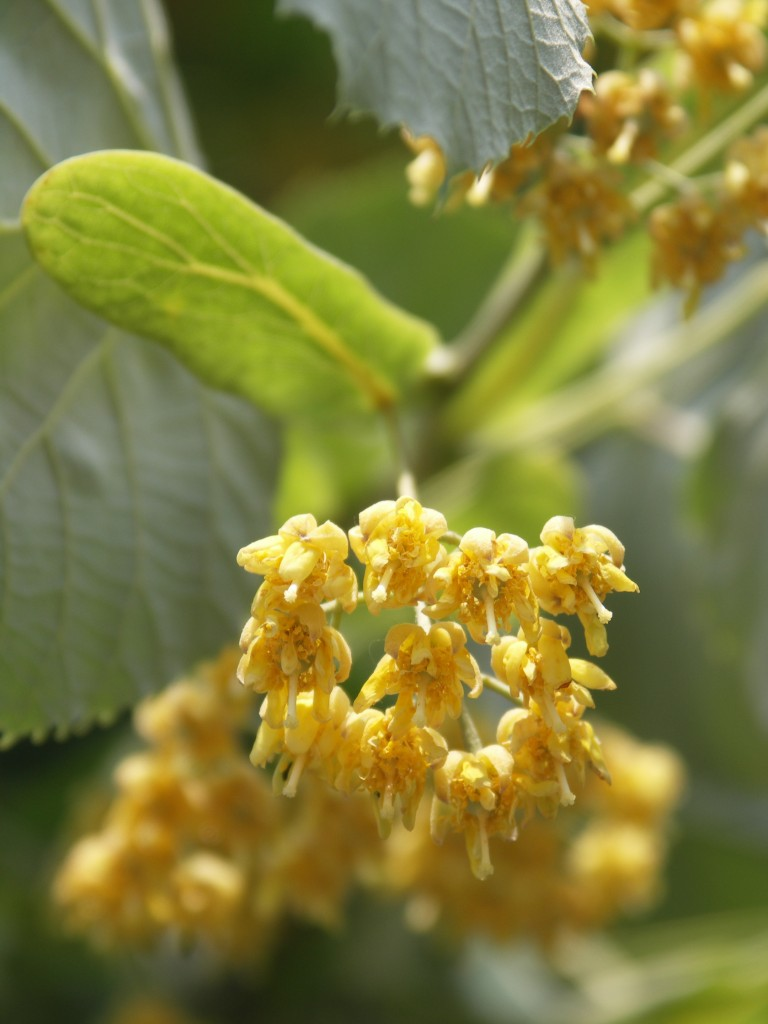
花序
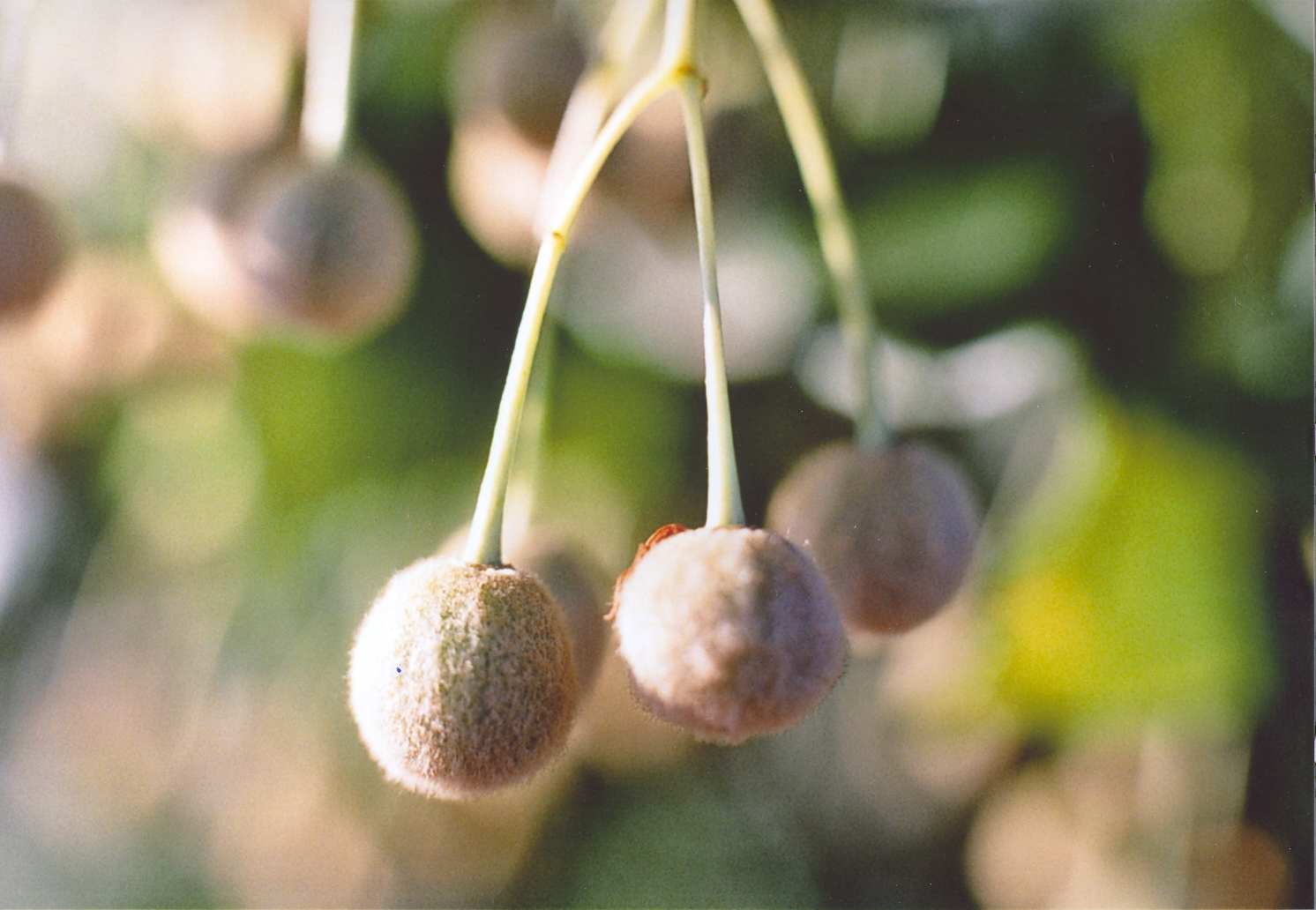
果
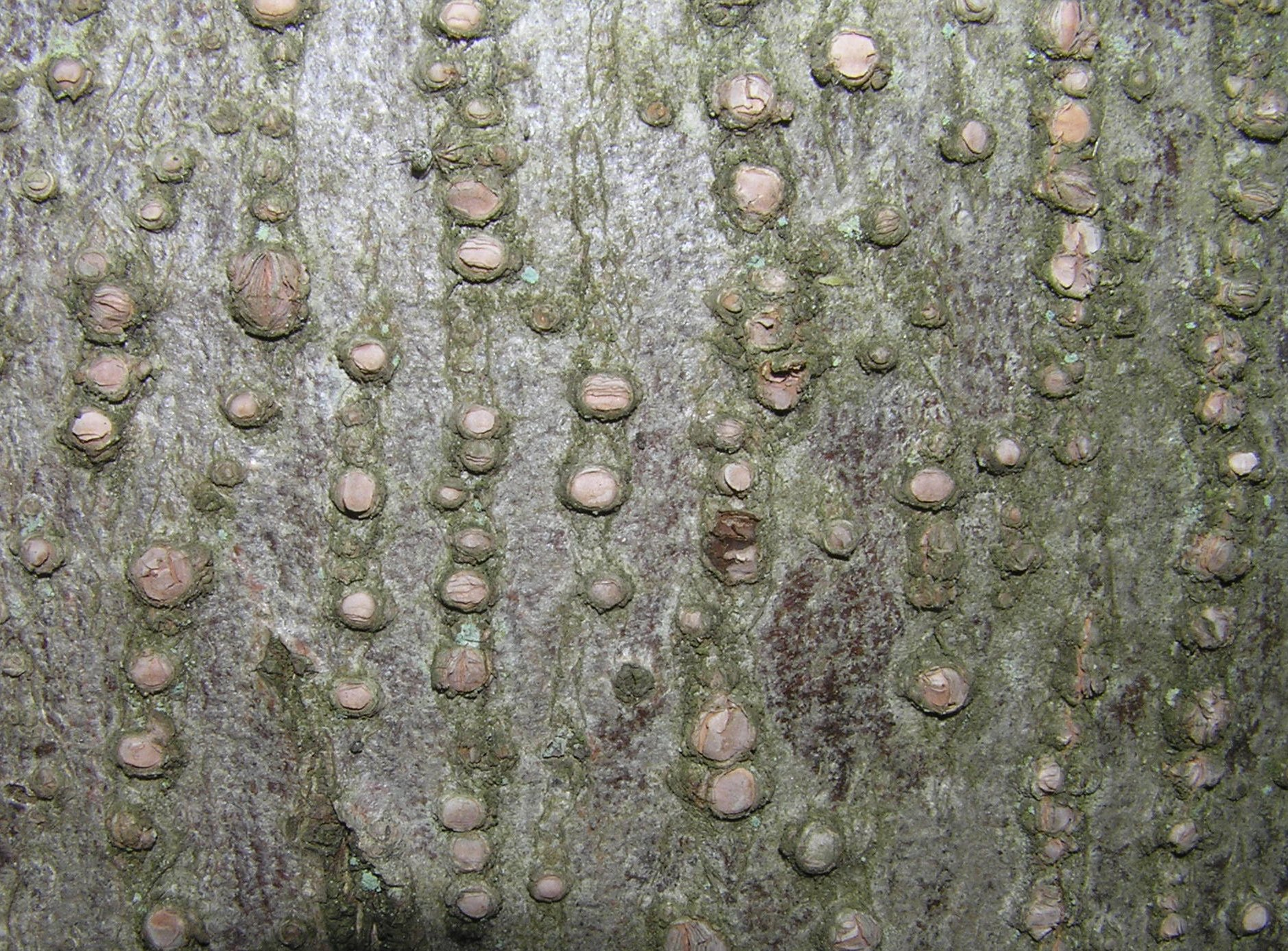
樹皮

## 种植、使用和象征

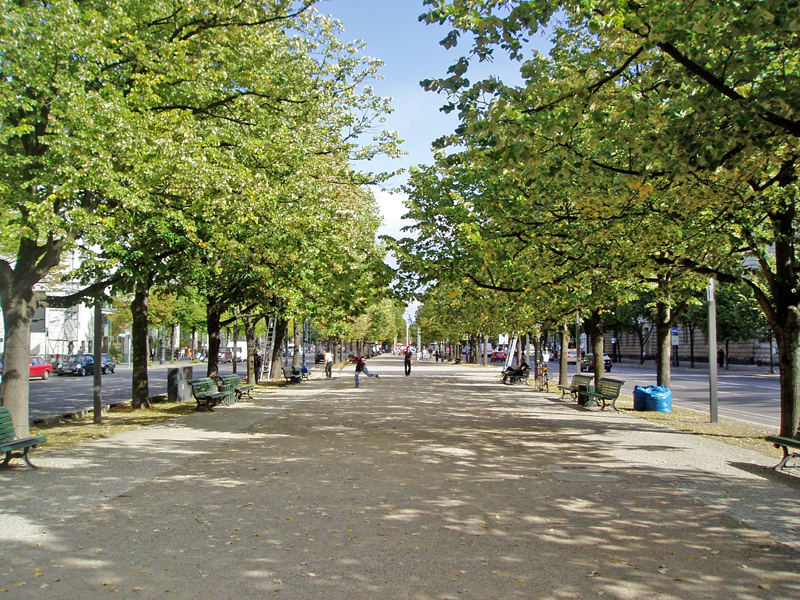
Unter den Linden

小叶椴在其欧洲家乡经常被用做路边的遮荫树，17世纪和18世纪初许多城市规划者将它们种在林荫路边。最著名的例子是德国柏林的菩提树下大街（德语Unter den Linden，其中Linde就是“椴树”，但被误译作“菩提树”）。
在北美洲它常被用来取代叶子比较大、木纹比较粗糙的美洲椴树。
只用椴树花酿的蜂蜜相当高价。
小叶椴的白色的、细腻的木头是精巧的木雕的传统材料。
小叶椴是捷克、斯洛伐克、拉脱维亚的国树。